# Gare de Pringy
La gare de Pringy est une gare ferroviaire française de la ligne L2 du Léman Express, le RER franco-valdo-genevois, située sur le territoire de la commune déléguée de Pringy, faisant partie d'Annecy, dans le département de la Haute-Savoie, en région Auvergne-Rhône-Alpes.

## Situation ferroviaire
La gare de Pringy est située au point kilométrique (PK) 44,135 sur la ligne d'Aix-les-Bains-Le Revard à Annemasse entre les gares ouvertes de Groisy - Thorens - la-Caille et Annecy.

## Histoire
La gare est mise en service le 5 juin 1884 par le PLM, en même temps que le tronçon Annecy-La Roche-sur-Foron de la ligne d'Aix-les-Bains-Le Revard à Annemasse.

## Service des voyageurs

### Accueil
La gare se compose de deux quais encadrant les deux voies.

### Desserte

#### Historique de la desserte

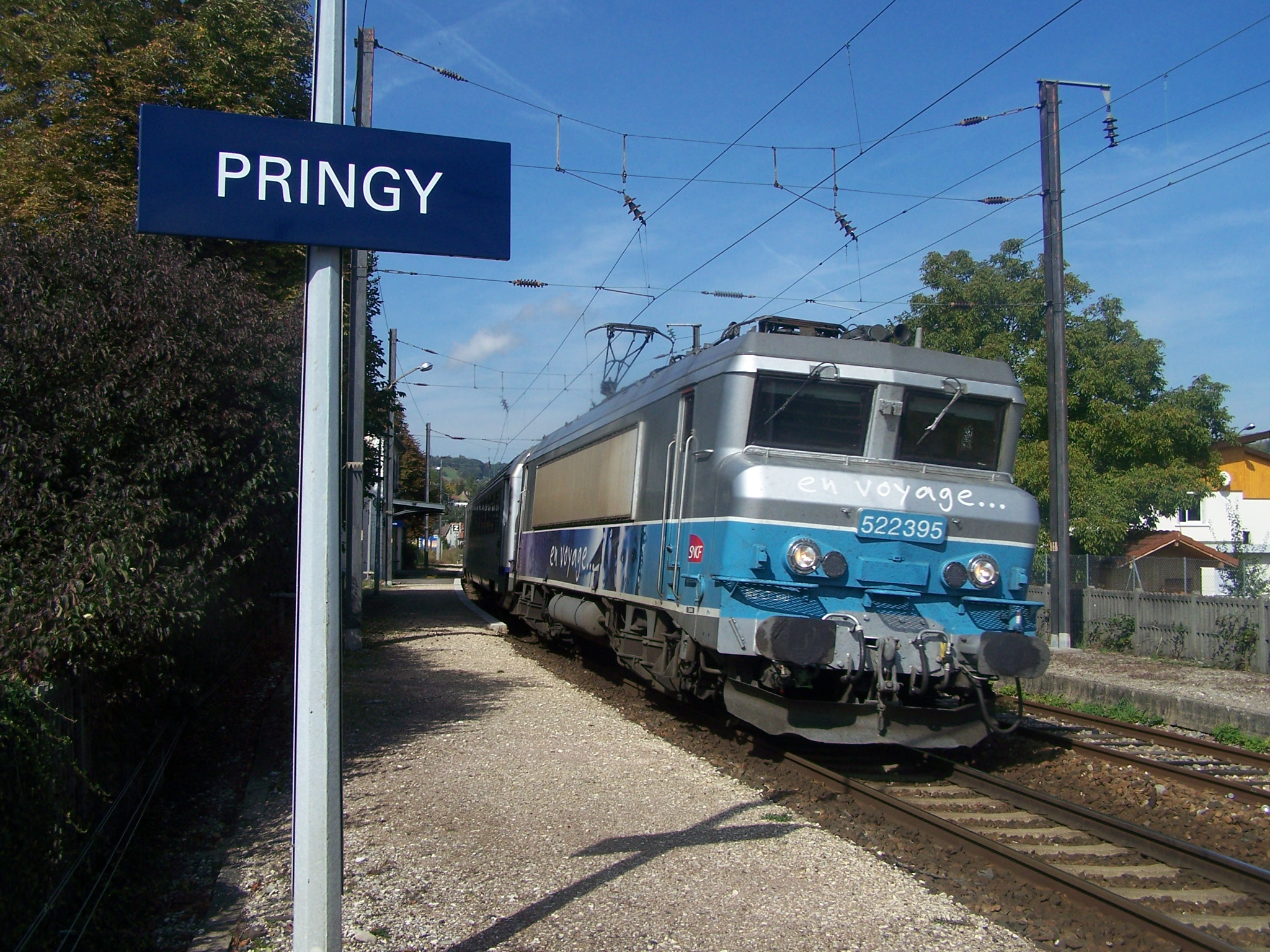
TER passant à Pringy en 2007.

- Le 29 septembre 1996, création d'un train quotidien Évian-les-Bains - Valence-Ville via Annemasse, La Roche-sur-Foron, Annecy, Chambéry et Grenoble (et retour).
- Le 8 décembre 2007, dernier jour de circulation du train direct quotidien Évian-les-Bains - Valence-Ville via Annemasse, Annecy, Chambéry et Grenoble (et retour).
- Le 9 décembre 2007, mise en service de la première phase de l'horaire cadencé sur l'ensemble du réseau TER Rhône-Alpes et donc pour l'ensemble des circulations ferroviaires régionales en gare de La Roche-sur-Foron.
- Le 15 décembre 2019, mise en service des rames automotrices Léman Express entre Coppet et Annecy (via Genève-Cornavin).

#### Desserte actuelle
La gare Pringy est desservie:

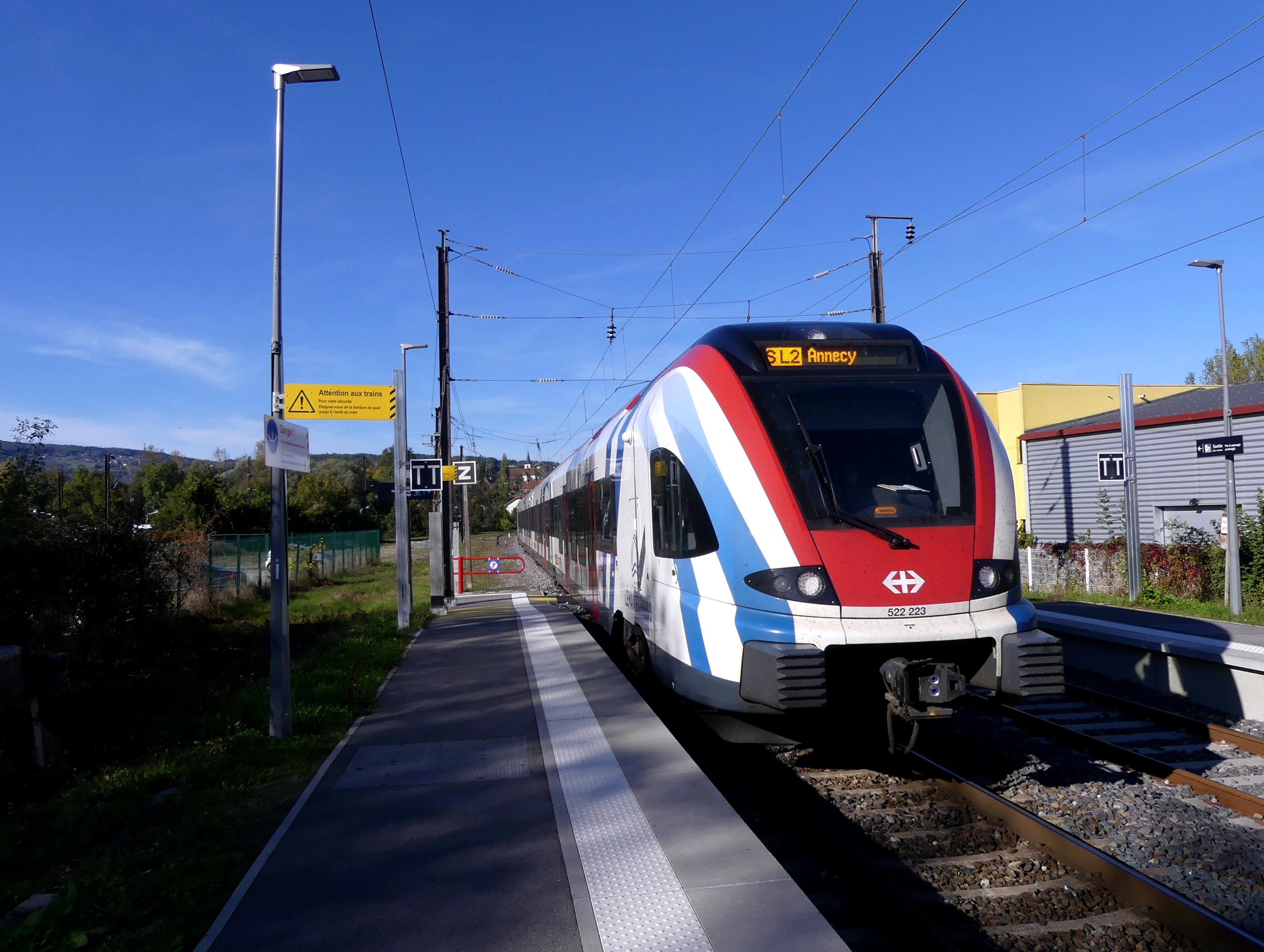
Rame du Léman Express en 2021.

- par la ligne L2 du Léman Express sur la relation Coppet ↔ Annecy via Genève-Cornavin, Annemasse et La Roche-sur-Foron[2] ;
- par les trains TER Auvergne-Rhône-Alpes sur la relation d'Annecy ↔ Saint-Gervais-les-Bains-Le Fayet via La Roche-sur-Foron, Cluses et Sallanches - Combloux - Megève [3].

### Intermodalité
Des correspondances au départ de la gare de Pringy sont possibles :
- avec les bus de la Sibra pour la desserte de l'agglomération d'Annecy ;
- avec les autocars des Cars Région Haute-Savoie en direction de Genève, Cruseilles et de la gare routière d'Annecy.